# Noel Mujeiber
Noel Mujeiber (25 de diciembre de 1983) es un deportista libanés que compitió en taekwondo. Ganó una medalla de bronce en el Campeonato Asiático de Taekwondo de 2004 en la categoría de –62 kg.

## Palmarés internacional
| Campeonato Asiático | Campeonato Asiático      | Campeonato Asiático | Campeonato Asiático |
| Año                 | Lugar                    | Medalla             | Categoría           |
| ------------------- | ------------------------ | ------------------- | ------------------- |
| 2004                | Seongnam (Corea del Sur) | Medalla de bronce   | –62 kg              |